# Harruck (Gemeinde Groß Gerungs)
Harruck ist eine Ortschaft und eine Katastralgemeinde der  Stadtgemeinde Groß Gerungs im Bezirk Zwettl in Niederösterreich.

## Siedlungsentwicklung
Zum Jahreswechsel 1979/1980 befanden sich in der Katastralgemeinde Harruck insgesamt 37 Bauflächen mit 13.262 m² und 10 Gärten auf 4.300 m², 1989/1990 gab es 37 Bauflächen. 1999/2000 war die Zahl der Bauflächen auf 79 angewachsen und 2009/2010 bestanden 50 Gebäude auf 80 Bauflächen.

## Geschichte
Laut Adressbuch von Österreich waren im Jahr 1938 in Harruck ein Gastwirt, ein Schmied, ein Schuster, ein Tischler, ein Wagner und ein Landwirt ansässig.

## Bodennutzung
Die Katastralgemeinde ist landwirtschaftlich geprägt. 131 Hektar wurden zum Jahreswechsel 1979/1980 landwirtschaftlich genutzt und 92 Hektar waren forstwirtschaftlich geführte Waldflächen. 1999/2000 wurde auf 126 Hektar Landwirtschaft betrieben und 97 Hektar waren als forstwirtschaftlich genutzte Flächen ausgewiesen. Ende 2018 waren 117 Hektar als landwirtschaftliche Flächen genutzt und Forstwirtschaft wurde auf 98 Hektar betrieben. Die durchschnittliche Bodenklimazahl von Harruck beträgt 17,6 (Stand 2010).

## Verkehr
In Harruck befindet sich eine Station der Waldviertler Schmalspurbahnen.